# Melduję posłusznie, że znowu tu jestem!
Melduję posłusznie, że znowu tu jestem! (czeski Poslušně hlásím že jsem opět zde) – czechosłowacki film komediowy z 1958 roku w reżyserii Karela Steklýego. Zdjęcia kręcono m.in. w Pradze, Českim Krumlovie i Taborze.

## Zaczątek fabuły
Szwejk i porucznik Lukás odjeżdżają do Czeskich Budziejowic. Po drodze jednak Szwejk, za bezzasadne użycie hamulca bezpieczeństwa, zostaje wysadzony z pociągu na stacji w Taborze, gdzie w kwestii jego ukarania ma zdecydować naczelnik. Tam jednak do Szwejka uśmiecha się szczęście, gdy współczujący mu, obcy mężczyzna płaci mandat i daje mu pieniądze na nowy bilet.

## Obsada
- Rudolf Hrušínský jako Josef Szwejk
- Miloš Nesvadba jako kadet Biegler
- Milan Neděla jako ordynans Baloun
- Jaroslav Maldan jako wachmistrz Flanderka
- Svatopluk Beneš jako nadporucznik Lukáš
- František Filipovský jako porucznik Dub
- Josef Hlinomaz jako sierżant Vaněk

### Wersja polska
Opracowanie wersji polskiej: Studio Opracowań Filmów w Warszawie

Reżyseria: Jerzy Twardowski

Udział wzięli:
- Tadeusz Bartosik – Josef Švejk
- Jan Kurnakowicz – wachmistrz Flanderka
- Czesław Wołłejko – Jindřich Lukáš
- Stanisław Milski – generał Fink von Finkenstein
- Stanisław Winczewski – Vaněk
- Zbigniew Kryński – żandarm